# Diplectrona juliarum
Diplectrona juliarum là một loài Trichoptera trong họ Hydropsychidae. Chúng phân bố ở miền Cổ bắc.